# Ninja Warrior Polska
Ninja Warrior Polska (10. i 11. edycja pod szyldem Ninja vs Ninja) – polski program telewizyjny typu reality show emitowany na antenie telewizji Polsat od 3 września 2019, oparty na japońskim formacie Ninja Warrior (znanym też pod nazwą Sasuke), produkowany na licencji Dentsu Japan przez przedsiębiorstwo Jake Vision. 

## Ekipa
Pierwszą edycję programu prowadziła aktorka Aleksandra Szwed, a od drugiej do dziesiątej edycji rolę tę pełniła modelka Karolina Gilon; w jedenastej edycji niektóre funkcje współprowadzącej przejęła Marta Ćwiertniewicz. Komentatorami zawodów natomiast zostali dziennikarz sportowy Jerzy Mielewski oraz sportowiec i komentator sportowy Łukasz „Juras” Jurkowski.

## Zasady gry
Uwaga: Niniejsza sekcja opisuje przebieg edycji zwykłych i w dużej mierze nie ma zastosowania do edycji pod szyldem Ninja vs Ninja. Sporządzono na podstawie materiału źródłowego: .
Konkurs polega na pokonywaniu toru przeszkód.
Wyróżniającą cechą programu na tle innych gier w telewizji jest także fakt, że zwykłymi uczestnikami mogą być również osoby znane ze świata show-businessu. W pierwszej edycji wystąpili między innymi: aktorzy Mateusz Banasiuk, Alan Andersz i Andrzej Młynarczyk, tancerz Rafał Maserak, Misterzy Polski Rafał Jonkisz i Rafał Maślak.

### Odcinki eliminacyjne
W każdym z sześciu ćwierćfinałów do pokonania toru eliminacyjnego przystępuje ok. 30 osób. Tor eliminacyjny składa się z 6 przeszkód, które z odcinka na odcinek mogą podlegać modyfikacji. 10 zawodników, którzy uzyskają najlepszy rezultat awansuje do kolejnego etapu (pokazywanego w tym samym odcinku). W pierwszych trzech edycjach wszyscy ci gracze przechodzili do półfinału.
W czwartej edycji wprowadzono możliwość awansu do finału bez konieczności przechodzenia toru półfinałowego. Dwóch zawodników, którzy ukończyli tor eliminacyjny z najlepszym czasem, przystępuje do pokonania dodatkowych przeszkód zawieszonych 12 metrów nad ziemią. Gracz, który pokona ja szybciej, dostaje tzw. złoty bilet i automatycznie awansuje do finału (nie biorąc udziału w rozgrywce półfinałowej). Pozostali (9 osób) przechodzą do półfinału.
W piątym odcinku czwartej edycji programu niepełnosprawnemu uczestnikowi, który ukończył tor eliminacyjny z 11. w kolejności czasem przyznano wyjątkowo dziką kartę – możliwość przystąpienia do rozgrywki półfinałowej.
Tor półfinałowy składa się z 5 przeszkód – takich samych dla wszystkich półfinalistów. Kolejność startowania w półfinale wyznaczana jest na podstawie wyników uzyskanych na poprzednim torze, przy czym im słabiej dany zawodnik sobie wtedy poradził, tym wcześniej podejdzie do toru. Najlepsze 3 osoby (przed wprowadzeniem Power Tower – 4 osoby) awansują do odcinka finałowego.
W 10. edycji programu wprowadzono element pojedynku na torze występujący pod szyldem ninja vs ninja.
Awansowanie
Gdy tor eliminacyjny przejdzie więcej niż 10 osób, a półfinałowy więcej niż 3 osoby (przed wprowadzeniem Power Tower – 4 osoby), to decydującym czynnikiem staje się czas, w jakim pokonano tor (im szybciej, tym lepiej). W przypadku, gdy cały tor eliminacyjny ukończy mniej niż 10 osób (a półfinałowy 3 lub 4 osoby), to do dalszego etapu gry awansują wszyscy, którzy ukończyli tor oraz ci, którzy zaszli najdalej w najkrótszym czasie. Zawsze jednak w każdym odcinku do półfinału lub Power Tower podchodzi 10 osób, spośród których wyłania się 4 finalistów.

### Finał
Finał (odcinek 7.) składa się z trzech torów.
1. „Stage 1”: Finaliści muszą w wyznaczonym czasie (około czterech–pięciu minut w zależności od edycji) pokonać 9 przeszkód o wyższym niż dotychczas poziomie trudności; jeżeli to wykonają, to przechodzą do drugiego etapu, ale jeśli się im nie powiedzie – odpadają z gry. Istnieje możliwość, że nikt nie zdoła wykonać zadania.
2. Podzielony na dwie części.
  1. „Stage 2”: W pierwszej części drugiego etapu w wyznaczonym czasie (jedna–dwie minuty w zależności od edycji) należy pokonać ok. pięciu przeszkód. Analogicznie do poprzedniej rundy, dalej przechodzą tylko ci uczestnicy, którym się to uda.
  2. „Stage 3”: Drugą część drugiego toru finałowego należy rozpocząć w wyznaczonym czasie, liczonym od momentu poprawnego ukończenia pierwszej części (np. w pierwszej edycji w ciągu 15 sekund, w drugiej i trzeciej – trzech minut, w czwartej – jednej minuty[19]). Uczestnik ma za zadanie pokonać kilka trudniejszych przeszkód (bez limitu czasowego); pomiędzy nimi uczestnik ma prawo do krótkiego odpoczynku (jego długość zależy od edycji). Tak jak wcześniej, do kolejnego etapu awansują tylko te osoby, które prawidłowo przejdą przez wszystkie przeszkody.
3. „Stage 4” – Góra Midoriyama: Ostatnie wyzwanie to wspięcie się po 21-metrowej[b] linie w wyznaczonym czasie (25 sekund[c][21]).

Dotarcie na szczyt Góry Midoriyama w czasie oznacza zwycięstwo. Zwycięzca otrzymuje tytuł Ninja Warrior (Wojownika Ninja) oraz 200 000 złotych (do 7. edycji: 150 000 złotych). Jeśli nikomu się to nie uda, to nagrody te przepadają, ale osobie, która zaszła najdalej przyznaje się tytuł Last Warrior Standing (Ostatni na Polu Walki, do 7. edycji nazywany Last Man Standing) oraz 30 000 złotych (w edycjach 4–7: 15 000 złotych, w edycjach 1–3 nagrody pieniężnej nie przyznawano). W czwartej edycji rozpoczęto przyznawanie tytułu Last Woman Standing dla uczestniczki z najlepszym wynikiem wśród kobiet. Tytułowi temu towarzyszy nagroda pieniężna w wysokości 20 000 złotych (w edycjach 4–7: 5000 złotych), ale tylko, gdy kobieta ta nie zdobędzie tytułu Last Man Standing / Last Warrior Standing.

### Restrykcje obowiązujące na torze
- Na oficjalnym torze nie można przeprowadzać treningów uczestników.
- Podejście do toru jest tylko jedno.
- Zabronione jest zakładanie rękawiczek, stosowanie magnezji (chyba że będzie dostępna przy torze) i innych pomocy ułatwiających chwytanie i zwisanie.
- Nie można w żaden sposób zetknąć się z taflą wody. Dotyczy to również włosów i ubrań zawodnika (nie ma obowiązku przystępowania do toru w koszulce).
- Nie można dotykać elementów konstrukcyjnych lub niewłaściwego punktu przeszkody (na przykład liny podtrzymującej przeszkodę).
- Nie można podpierać się na przeszkodzie łokciem czy ramieniem.

## Emisja w telewizji
Uwaga: tabela zawiera informacje odnoszące się wyłącznie do pierwszej emisji telewizyjnej programu; w niniejszej sekcji nie uwzględniono emisji powtórek, dostępności w serwisach internetowych, ani dodatkowych materiałów dystrybuowanych głównie bądź wyłącznie za pośrednictwem Internetu (chyba że zaznaczono inaczej).
| Edycja | Edycja | Odcinki   | Premiera (Polsat) | Premiera (Polsat)                       | Premiera (Polsat)    | Premiera (Polsat)                    | Premiera (Polsat) |
| Edycja | Edycja | Odcinki   | Sezon             | Data emisji pierwszego odcinka          | Data emisji finału   | Pora emisji                          | Źródło            |
| ------ | ------ | --------- | ----------------- | --------------------------------------- | -------------------- | ------------------------------------ | ----------------- |
|        | 1.     | 1–7 (7)   | jesień 2019       | 3 września 2019                         | 15 października 2019 | wtorek 20.05                         | [ 24 ]            |
|        | 2.     | 8–14 (7)  | jesień 2020       | 1 września 2020                         | 13 października 2020 | wtorek 20.05                         | [ 26 ]            |
|        | 3.     | 15–21 (7) | wiosna 2021       | 2 marca 2021                            | 13 kwietnia 2021     | wtorek 20.05                         | [ 27 ]            |
|        | 4.     | 22–28 (7) | jesień 2021       | 31 sierpnia 2021                        | 12 października 2021 | wtorek 20.05                         | [ 28 ]            |
|        | 5.     | 29–35 (7) | wiosna 2022       | 1 marca 2022                            | 12 kwietnia 2022     | wtorek 20.05                         | [ 30 ]            |
|        | 6.     | 36–42 (7) | jesień 2022       | 30 sierpnia 2022                        | 11 października 2022 | wtorek 20.05                         | [ 32 ]            |
|        | 7.     | 43–49 (7) | wiosna 2023       | 28 lutego 2023                          | 11 kwietnia 2023     | wtorek 20.05                         | [ 33 ]            |
|        | 8.     | 49–56 (7) | jesień 2023       | 5 września 2023                         | 17 października 2023 | wtorek 20.05                         | [ 34 ]            |
|        | 9.     | 57–63 (7) | wiosna 2024       | 5 marca 2024                            | 16 kwietnia 2024     | wtorek 20.05                         | [ 35 ]            |
|        | 10.    | 64–71 (8) | wiosna 2025       | 4 marca 2025                            | 22 kwietnia 2025     | wtorek 20.05                         | [ 36 ]            |
|        | 11.    | 72–79 (8) | jesień 2025       | 2 września 2025 (wg zapowiedzi z lipca) | bd.                  | wtorek 20.30 (wg zapowiedzi z lipca) | [ 37 ]            |
|        | 12.    | bd.       | 2026              | bd.                                     | bd.                  | bd.                                  | [ 38 ]            |

Kolejne odcinki pierwszych siedmiu edycji programu nadawca udostępniał w serwisach internetowych, takich jak np. Polsat Go czy Polsat Box Go (dawniej ipla).
W drugiej edycji wprowadzono aplikację na urządzenia mobilne, w której zobaczyć można nieemitowane w telewizji materiały: nagrania z planu, dodatkowe informacje o prowadzących i uczestnikach oraz kwizy (także konkursowe).

## Finaliści i wyniki
Legenda:
    zawodnicy, którzy ukończyli w czasie pierwszy tor finałowy (tzw. Stage 1)
    zawodnicy, którzy ukończyli w czasie pierwszą część drugiego toru finałowego (tzw. Stage 2)
    zawodnicy, którzy ukończyli w czasie drugą część drugiego toru finałowego (tzw. Stage 3)
    zawodnicy, którzy zdobyli w czasie Górę Midoriyama (tzw. Stage 4)

### I edycja
Na podstawie materiału źródłowego: .
| Piotr Hejman        | Łukasz Konarski    | Michał Baryza        | Jakub Sielczak-Rum  |
| Ivan Kohut          | Jakub Zawistowski  | Sebastian Kasprzyk   | Tomasz Józefiak     |
| Mateusz Karczmarski | Maksym Riznyk      | Kamil Słomkowski     | Krzysztof Starowicz |
| Mateusz Skrodzki    | Kamil Jasiński     | Bartosz Czywilski    | Stanferd Sanny      |
| Marcin Kołoszuk     | Konrad Gradowski   | Teofil Deciuk        | Hubert Przytuła     |
| Witalij Orichowski  | Krystian Czaplicki | Michał Wojciechowski | Wiktor Kiełpikowski |

Tytuł Last Man Standing zdobył Jakub Zawistowski.

### II edycja
Na podstawie materiału źródłowego: .
| Jan Tatarowicz       | Michał Grochoła     | Mateusz Karbowy      | Michał Wrzesiński  |
| Wojciech Sobierajski | Marian Sobierajski  | Bolesław Sobierajski | Mateusz Skrodzki   |
| Wojciech Borkowski   | Wiktor Wójcik       | Grzegorz Niecko      | Jan Walczak        |
| Krzysztof Spławski   | Wojciech Rychlewski | Tomasz Zaorski       | Rafał Żurawik      |
| Michał Baryza        | Michał Giemza       | Adam Modzelewski     | Witalij Orichowski |
| Sebastian Kasprzyk   | Dawid Jarosz        | Robert Bandosz       | Andrzej Kuber      |

Tytuł Last Man Standing zdobył Robert Bandosz.

### III edycja
Na podstawie materiału źródłowego: .
| Paweł Murawski       | Jakub Sielczak-Rum | Robert Bandosz   | Jan Ciepiela         |
| Jakub Kowal          | Maksym Riznyk      | Damian Drogosz   | Katarzyna Baranowska |
| Patryk Leśniewski    | Hubert Przytuła    | Teofil Deciuk    | Adrian Fabrykiewicz  |
| Mariusz Bulandra     | Sebastian Kasprzyk | Ivan Kohut       | Krystian Drzewiecki  |
| Bolesław Sobierajski | Piotr Lisiczka     | Łukasz Chodowski | Wojciech Sobierajski |
| Michał Grochoła      | Michał Kądziela    | Jarosław Jarosz  | Daniel Barański      |

Tytuł Last Man Standing zdobył Sebastian Kasprzyk.

### IV edycja
Na podstawie materiału źródłowego: .
| Grzegorz Niecko    | Rafał Żurawik      | Mateusz Karbowy    | Piotr Lisiczka   |
| Igor Fojcik        | Leon Powałka       | Michał Giemza      | Artur Orliński   |
| Bartosz Świętek    | Piotr Kominek      | Mateusz Strupiński | Rafał Kasza      |
| Wojciech Borkowski | Hubert Przytuła    | Tomasz Oślizło     | Rafał Staszewski |
| Piotr Czarnecki    | Teofil Deciuk      | Oskar Rzymski      | Dawid Jarząbek   |
| Wiktor Wójcik      | Witalij Orichowski | Kamil Stolecki     | Marcin Gałązka   |

Tytuł Last Man Standing zdobył Igor Fojcik.

### V edycja
Na podstawie materiału źródłowego: .
| Jan Tatarowicz    | Michał Kądziela      | Michał Baryza       | Adam Karpierz      |
| Igor Fojcik       | Krzysztof Spławski   | Ivan Kohut          | Przemysław Jańczuk |
| Mateusz Skrodzki  | Michał Grochoła      | Paweł Murawski      | Wiesław Kasprzyk   |
| Sebastian Cecot   | Wojciech Sobierajski | Albert Lorenz       | Julian Sobierajski |
| Mariusz Bulandra  | Jakub Zawistowski    | Robert Bandosz      | Sebastian Kasprzyk |
| Patryk Raszkowski | Sebastian Kozubek    | Wojciech Rychlewski | Wiktor Wójcik      |

Tytuł Last Man Standing zdobył Igor Fojcik.

### VI edycja
Na podstawie materiału źródłowego: .
| Filip Warzecha     | Oskar Haracz       | Szymon Olpiński       | Teofil Deciuk      |
| Przemysław Jańczuk | Patryk Raszkowski  | Wiktor Wójcik         | Albert Lorenz      |
| Hubert Przytuła    | Grzegorz Niecko    | Adrian Bartecki       | Piotr Zabawski     |
| Witalij Orichowski | Wojciech Borkowski | Krzysztof Orankiewicz | Jakub Telesiński   |
| Paweł Murawski     | Jan Tatarowicz     | David Jarosz          | Damian Jastrzębski |
| Jakub Zawistowski  | Michał Grochoła    | Robert Bandosz        | Kamil Szubertowski |

Tytuł Last Man Standing zdobył Paweł Murawski.
Tytuł Last Woman Standing zdobyła Dorota Gadzińska.

### VII edycja
Na podstawie materiału źródłowego: .
| Przemysław Jańczuk    | Michał Grochoła    | Paweł Ciszewski   | Kacper Ciszewski   |
| Damian Drzewiecki     | Wiktor Wójcik      | Grzegorz Niecko   | Wojciech Borkowski |
| Jan Tatarowicz        | Wojciech Wojtyszyn | Paweł Mędelewski  | Mateusz Karbowy    |
| Przemysław Mikulewicz | Adam Dąbrowski     | Carolina Filipek  | Katarzyna Jonaczyk |
| Grzegorz Matyszewski  | Szymon Michalski   | Michał Wrzesiński | Alexis Landot      |
| Paweł Murawski        | Kacper Gazurek     | Jakub Zawistowski | Jakub Marcinek     |

Tytuł Last Man Standing zdobył Jan Tatarowicz.
Tytuł Last Woman Standing zdobyła Katarzyna Jonaczyk.

### VIII edycja
Na podstawie materiału źródłowego: .
Uwaga: o ile w przypadku edycji 1–7 i 9 nazwiska spisano wierszami według kolejnych odcinków eliminacyjnych, tak w tabeli odnoszącej się do 8. edycji nazwiska podano zbiorczo według wyniku wszystkich sześciu odcinków eliminacyjnych (a tym samym odwrotnej kolejności startowej w finale).
| Michał Grochoła      | Witalij Orichowski | Wiktor Wójcik       | Grzegorz Niecko    |
| Wojciech Rychlewski  | Mateusz Piątkowski | Mariusz Bulandra    | Przemysław Jańczuk |
| Grzegorz Matyszewski | Kacper Gazurek     | Krystian Drzewiecki | Damian Drzewiecki  |
| Ivan Kohut           | Robert Bandosz     | Łukasz Wierzbicki   | Sylwester Zalejasz |
| Krzysztof Spławski   | Sebastian Kasprzak | Paweł Mędelewski    | Kacper Ciszewski   |
| Sylwester Bielawski  | Jacek Przechrzta   | Katarzyna Jonaczyk  | Carolina Filipek   |

Tytuł Last Warrior Standing zdobył Damian Drzewiecki.
Tytuł Last Woman Standing zdobyła Katarzyna Jonaczyk.

### IX edycja
Na podstawie materiału źródłowego: .
| Jan Tatarowicz      | Tomasz Zaorski        | Andrzej Buczyk       | Grzegorz Niecko    |
| Wiktor Wójcik       | Robert Bandosz        | Grzegorz Matyszewski | Mateusz Karbowy    |
| Wojciech Rychlewski | Damian Drzewiecki     | Krzysztof Spławski   | Witalij Orichowski |
| Michał Grochoła     | Krzysztof Orankiewicz | Katarzyna Jonaczyk   | Adam Suchożebrski  |
| Igor Fojcik         | Mariusz Bulandra      | Szymon Olpiński      | Oskar Haracz       |
| Przemysław Jańczuk  | Dawid Durkalec        | Paweł Murawski       | Wojciech Stellmach |

Tytuł Ninja Warrior zdobył Jan Tatarowicz.
Tytuł Last Woman Standing zdobyła Katarzyna Jonaczyk.

### X edycja (Ninja vs Ninja)
Na podstawie materiału źródłowego: .
Legenda:
    zawodnicy, którzy awansowali do etapu drugiego (tzw. Stage 2)
    zawodnicy, którzy awansowali do etapu trzeciego (tzw. Stage 3)
    zawodnicy, którzy ukończyli etap trzeci (tzw. Stage 3)
    zawodnicy, którzy awansowali do ostatniego etapu (tzw. Stage 4)
    zawodnik, który pierwszy ukończył ostatni etap (tzw. Stage 4)
| Jan Tatarowicz    | Jakub Zawistowski   | Krzysztof Spławski    | Katarzyna Jonaczyk | Szymon Michalski      |
| Damian Drzewiecki | Wojciech Rychlewski | Paweł Murawski        | Dawid Durkalec     | Elżbieta Trochonowicz |
| Leon Powałka      | Kacper Gazurek      | Mariusz Bulandra      | Michał Rzekiecki   | Adam Krzyżanek        |
| Adam Suchożebrski | Michał Kądziela     | Krzysztof Orankiewicz | Michał Milbrant    | Katarzyna Baranowska  |
| Mateusz Skrodzki  | Przemysław Jańczuk  | Grzegorz Matyszewski  | Michał Grygowicz   | Konrad Porkuszewski   |
| Grzegorz Niecko   | Cezary Szulwach     | Oskar Haracz          | Mateusz Pałdyna    | Patryk Mańko          |

Tytuł Ninja vs Ninja zdobył Jan Tatarowicz.
Tytuł Last Woman Standing zdobyła Katarzyna Jonaczyk.

## Oglądalność w telewizji linearnej
Uwaga: Informacje dotyczące oglądalności opracowano na podstawie badań przeprowadzanych przez przedsiębiorstwo Nielsen. Odnoszą się one wyłącznie do pierwszych emisji telewizyjnych – nie uwzględniają oglądalności powtórek, wyświetleń w serwisach wideo na życzenie (np. ipla / Polsat Box Go, Polsat Go) itp. Podane wartości mogą dotyczyć oglądalności tylko w czasie pierwszej emisji telewizyjnej lub także z uwzględnieniem oglądania w tym samym dniu, ale nie w czasie emisji (VOSDAL) albo innych kryteriów.
| —          | Odcinek 1.                               | Odcinek 2.                              | Odcinek 3.                               | Odcinek 4.                         | Odcinek 5.                              | Odcinek 6.                           | Odcinek 7.                                                   | Odcinek 8.                                                    | Średnia dla edycji                         |
| ---------- | ---------------------------------------- | --------------------------------------- | ---------------------------------------- | ---------------------------------- | --------------------------------------- | ------------------------------------ | ------------------------------------------------------------ | ------------------------------------------------------------- | ------------------------------------------ |
| Edycja 1.  | 1,676 mln (3 września 2019)              | 1,661 mln (10 września 2019)            | 1,476 mln (17 września 2019)             | bd. (24 września 2019)             | bd. (ok. 1,2 mln) (1 października 2019) | bd. (8 października 2019)            | bd. (15 października 2019)                                   | —                                                             | 1,436 mln                                  |
| Edycja 2.  | 1,412 mln (1 września 2020)              | 1,138 mln (8 września 2020)             | 1,137 mln (15 września 2020)             | bd. (22 września 2020)             | bd. (29 września 2020)                  | bd. (6 października 2020)            | 1,331 mln (13 października 2020)                             | —                                                             | 1,184 mln                                  |
| Edycja 3.  | 1,110 mln (2 marca 2021)                 | 1,018 mln (9 marca 2021)                | 1,116 mln (16 marca 2021)                | 1,256 mln (23 marca 2021)          | bd. (ok. 0,96 mln) (30 marca 2021)      | 1,281 mln (6 kwietnia 2021)          | 1,316 mln (13 kwietnia 2021)                                 | —                                                             | 1,151 mln                                  |
| Edycja 4.  | 1,370 mln (31 sierpnia 2021)             | 1,028 mln (7 września 2021)             | 0,722 mln (14 września 2021)             | 1,079 mln (21 września 2021)       | bd. (28 września 2021)                  | 1,138 mln (5 października 2021)      | bd. (12 października 2021)                                   | —                                                             | 1,052 mln                                  |
| Edycja 5.  | 0,927 mln (za: WM) (1 marca 2022)        | 0,892 mln (za: WM) (8 marca 2022)       | 0,999 mln (za: WM) (15 marca 2022)       | 0,999 mln (za: WM) (22 marca 2022) | 0,785 mln (za: WM) (29 marca 2022)      | 0,963 mln (za: WM) (5 kwietnia 2022) | 1,070 mln (za: WM) / 1,03 mln (za: Press) (12 kwietnia 2022) | —                                                             | 0,963 mln (za: WM) / 0,899 mln (za: Press) |
| Edycja 6.  | 0,673 mln / 0,630 mln (30 sierpnia 2022) | 0,850 mln / 0,827 mln (6 września 2022) | 0,943 mln / 0,908 mln (13 września 2022) | 0,978 mln (20 września 2022)       | 0,845 mln (27 września 2022)            | 0,930 mln (4 października 2022)      | 0,836 mln (11 października 2022)                             | —                                                             | 0,850 mln (za: WM) / 0,887 mln (za: Press) |
| Edycja 7.  | 0,844 mln (28 lutego 2023)               | 0,780 mln (7 marca 2023)                | 0,951 mln (14 marca 2023)                | 0,853 mln (21 marca 2023)          | 0,828 mln (28 marca 2023)               | 0,814 mln (4 kwietnia 2023)          | 1,015 mln (11 kwietnia 2023)                                 | —                                                             | 0,869 mln                                  |
| Edycja 8.  | 0,491 mln (5 września 2023)              | 0,512 mln (12 września 2023)            | 0,655 mln (19 września 2023)             | 0,587 mln (26 września 2023)       | 0,591 mln (3 października 2023)         | 0,633 mln (10 października 2023)     | 0,818 mln (17 października 2023)                             | —                                                             | 0,612 mln (za: WM) / 0,613 mln (za: Press) |
| Edycja 9.  | 0,660 mln / 0,711 mln (5 marca 2024)     | 0,719 mln / 0,773 mln (12 marca 2024)   | 0,767 mln / 0,810 mln (19 marca 2024)    | 0,521 mln (26 marca 2024)          | 0,807 mln (2 kwietnia 2024)             | 0,608 mln (9 kwietnia 2024)          | 0,906 mln (16 kwietnia 2024)                                 | —                                                             | 0,733 mln (za: WM) / 0,613 mln (za: Press) |
| Edycja 10. | bd. (4 marca 2025)                       | bd. (11 marca 2025)                     | 0,664 mln (za: WM) (18 marca 2025)       | bd. (25 marca 2025)                | bd. (1 kwietnia 2025)                   | bd. (8 kwietnia 2025)                | bd. (15 kwietnia 2025)                                       | 0,791 mln (za: WM) / 0,723 mln (za: Press) (22 kwietnia 2025) | 0,705 mln (za: WM) / 0,647 mln (za: Press) |

## Kontrowersje
Według reguł przedstawianych w pierwszych trzech edycjach programu na zdobycie Góry Midoriyama, czyli wspięcie się po dwudziestoparometrowej linie, finalista miał 45 sekund. W 4. edycji, gdy lina miała długość 21 metrów, zmieniono limit czasowy konkurencji na 25 sekund, o czym finalista, Igor Fojcik, został poinformowany niedługo przed jej rozpoczęciem. W odpowiedzi na uwagi widzów nadawca poinformował, że czas obowiązujący w danej edycji zależy od przeszkód w danym finale i poziomu reprezentowanego przez uczestników; według informacji przekazanej przez profil programu na Facebooku, decyzję o czasie obowiązującym w danej edycji podejmuje licencjodawca.